# A Manchester United FC 2018–2019-es szezonja
Ez a szócikk a Manchester United FC 2018–2019-es szezonjáról szól, amely a csapat 141. idénye volt fennállása óta, sorozatban 44. az angol első osztályban és 27. a Premier League-ben. A klub ebben az idényben a bajnokságon kívül a két hazai kupasorozatban, az FA-kupában és a Ligakupában, valamint a Bajnokok Ligájában szerzett indulási jogot.
A 2005–2006-os szezont követően már nem volt tagja a keretnek Michael Carrick, aki az előző szezon végén befejezte pályafutását és a csapat edzői stábjában kapott pozíciót. Rui Faria a csapat másodedzője elhagyta a klubot a 2017-18-as szezont követően, helyére Kieran McKenna érkezett, aki Carrick mellett a másik új tagja lett José Mourinho edzői stábjának.
2018. december 18-án menesztették José Mourinho menedzsert, két nappal a rivális Liverpool elleni 3–1-es vereséget követően. Egy nappal később a klub egykori játékosát, Ole Gunnar Solskjært nevezték ki megbízott vezetőedzőnek az idény végéig. Stábjának tagja maradt Carrick és visszatért Mike Phelan is, aki korábban Sir Alex Ferguson mellett is dolgozott a csapatnál. Március 28-án Solskjært véglegesítették a posztján.

## Előszezon
A Manchester United a 2018-19-es idény kezdete előtt az Egyesült Államokban vett részt a 2018-as Nemzetközi Bajnokok Kupája elnevezésű tornán. A torna keretein belül júliusban a Club América, a San Jose Earthquakes és a Liverpool csapataival mérkőzött meg a United. A nyári felkészülési időszakban a csapat Kaliforniában megmérkőzött még az AC Milannal, Floridában pedig a Real Madriddal. Augusztus 5-én a Bayern München ellen zárta a csapat a felkészülési szezont. Az Egyesült Államokban tartott túrára Alexis Sánchez csak később tudott csatlakozni, miután először nem kapott a beutazáshoz elengedhetetlen vízumot. Ennek oka az adócsalásért 2018 februárjában Spanyolországban kapott 16 hónapos felfüggesztett börtönbüntetése volt.
| Dátum              | Ellenfél             | Helyszín                  | Végeredmény | Góllövők                 | Nézőszám |
| ------------------ | -------------------- | ------------------------- | ----------- | ------------------------ | -------- |
| 2018. július 19.   | Club América         | Phoenixi Egyetemi Stadion | 1–1         | Mata 78'                 | 37,766   |
| 2018. július 22.   | San Jose Earthquakes | Levi's Stadion            | 0–0         |                          | 32,549   |
| 2018. július 25.   | Milan                | Rose Bowl                 | 1–1 (9–8 b) | Sánchez 12'              | 21,742   |
| 2018. július 28.   | Liverpool            | Michigan Stadion          | 1–4         | A. Pereira 31'           | 101,254  |
| 2018. július 31.   | Real Madrid          | Hard Rock Stadion         | 2–1         | Sánchez 18', Herrera 27' | 64,141   |
| 2018. augusztus 5. | Bayern München       | V                         | 0–1         |                          | 75,000   |

## Premier League
A 2018–2019-es Premier League szezon sorsolását 2018. június 14-én tartották, a bajnoki szezon augusztus 10-én kezdődött. A szezon utolsó fordulóját 2019.május 12-én rendezték, a Manchester United a 6. helyen zárta az idényt.
| Dátum                | Ellenfél                | H / V | Végeredmény | Góllövők                                                           | Nézőszám | Helyezés |
| -------------------- | ----------------------- | ----- | ----------- | ------------------------------------------------------------------ | -------- | -------- |
| 2018. augusztus 10.  | Leicester City          | H     | 2–1         | Pogba 3' (bün.), Shaw 83'                                          | 74,439   | 7.       |
| 2018. augusztus 19.  | Brighton & Hove Albion  | V     | 2–3         | Lukaku 34', Pogba 90+5' (bün.)                                     | 30,592   | 10.      |
| 2018. augusztus 27.  | Tottenham Hotspur       | H     | 0–3         |                                                                    | 74,400   | 13.      |
| 2018. szeptember 2.  | Burnley                 | V     | 2–0         | Lukaku 27', 44'                                                    | 21,525   | 10.      |
| 2018. szeptember 15. | Watford                 | V     | 2–1         | Lukaku 35', Smalling 38'                                           | 20,537   | 8.       |
| 2018. szeptember 22. | Wolverhampton Wanderers | H     | 1–1         | Fred 18'                                                           | 74,489   | 7.       |
| 2018. szeptember 29. | West Ham United         | V     | 1–3         | Rashford 71'                                                       | 56,938   | 10.      |
| 2018. október 6.     | Newcastle United        | H     | 3–2         | Mata 70', Martial 76', Sánchez 90'                                 | 74,519   | 8.       |
| 2018. október 20.    | Chelsea                 | V     | 2–2         | Martial 55', 73'                                                   | 40,721   | 9.       |
| 2018. október 28.    | Everton                 | H     | 2–1         | Pogba 27', Martial 49'                                             | 74,525   | 7.       |
| 2018. november 11.   | Manchester City         | V     | 1–3         | Martial 58' (bün.)                                                 | 54,316   | 8.       |
| 2018. november 24.   | Crystal Palace          | H     | 0–0         |                                                                    | 74,516   | 7.       |
| 2018. december 1.    | Southampton             | V     | 2–2         | Lukaku 33', Herrera 39'                                            | 30,187   | 7.       |
| 2018. december 8.    | Fulham                  | H     | 4–1         | Young 13', Mata 28', Lukaku 42', Rashford 82'                      | 74,523   | 6.       |
| 2018. december 16.   | Liverpool               | V     | 1–3         | Lingard 33'                                                        | 52,908   | 6.       |
| 2018. december 22.   | Cardiff City            | V     | 5–1         | Rashford 3', Herrera 29', Martial 41', Lingard (2) 57' (bün.), 90' | 33,028   | 6.       |
| 2018. december 26.   | Huddersfield Town       | H     | 3–1         | Matić 28', Pogba (2) 64', 78'                                      | 74,523   | 6.       |
| 2018. december 30.   | Bournemouth             | H     | 4–1         | Pogba (2) 5', 33', Rashford 45', Lukaku 72'                        | 74,556   | 6.       |
| 2019. január 13.     | Tottenham Hotspur       | V     | 1–0         | Rashford 44'                                                       | 80,062   | 6.       |
| 2019. január 19.     | Brighton & Hove Albion  | H     | 2–1         | Pogba 27' (bün.), Rashford 42'                                     | 74,532   | 6.       |
| 2019. január 29.     | Burnley                 | H     | 2–2         | Pogba 87' (bün.), Lindelöf 90+2'                                   | 74,529   | 6.       |
| 2019. február 3.     | Leicester City          | V     | 1–0         | Rashford 9'                                                        | 32,148   | 5.       |
| 2019. február 9.     | Fulham                  | V     | 3–0         | Pogba (2) 14', 65' (bün.), Martial 23'                             | 25,001   | 4.       |
| 2019. február 24.    | Liverpool               | H     | 0–0         |                                                                    | 74,519   | 5.       |
| 2019. február 27.    | Crystal Palace          | V     | 3–1         | Lukaku (2) 33', 52', Young 83'                                     | 25,754   | 5.       |
| 2019. március 2.     | Southampton             | H     | 3–2         | A. Pereira 53', Lukaku (2) 59', 88'                                | 74,459   | 4.       |
| 2019. március 10.    | Arsenal                 | V     | 0–2         |                                                                    | 60,000   | 5.       |
| 2019. március 30.    | Watford                 | H     | 2–1         | Rashford 28', Martial 72'                                          | 74,543   | 4.       |
| 2019. április 2.     | Wolverhampton Wanderers | V     | 1–2         | McTominay 13'                                                      | 31,302   | 5.       |
| 2019. április 13.    | West Ham United         | H     | 2–1         | Pogba (2) 19' (bün.), 80' (bün.)                                   | 74,478   | 5.       |
| 2019. április 21.    | Everton                 | V     | 0–4         |                                                                    | 39,395   | 6.       |
| 2019. április 24.    | Manchester City         | H     | 0–2         |                                                                    | 74,431   | 6.       |
| 2019. április 28.    | Chelsea                 | H     | 1–1         | Mata 11'                                                           | 74,526   | 6.       |
| 2019. május 5.       | Huddersfield Town       | V     | 1–1         | McTominay 8'                                                       | 24,263   | 6.       |
| 2019. május 12.      | Cardiff City            | H     | 0–2         |                                                                    | 74,457   | 6.       |

### Bajnoki tabella
| Hely. | Csapat                    | M  | Gy | D  | V  | G+ | G– | Gk  | P  | Továbbjutás vagy kiesés      |
| ----- | ------------------------- | -- | -- | -- | -- | -- | -- | --- | -- | ---------------------------- |
| 1.    | Manchester City CV (B, C) | 38 | 32 | 2  | 4  | 95 | 23 | +72 | 98 | Bajnokok Ligája-csoportkör   |
| 2.    | Liverpool                 | 38 | 30 | 7  | 1  | 89 | 22 | +67 | 97 | Bajnokok Ligája-csoportkör   |
| 3.    | Chelsea                   | 38 | 21 | 9  | 8  | 63 | 39 | +24 | 72 | Bajnokok Ligája-csoportkör   |
| 4.    | Tottenham Hotspur         | 38 | 23 | 2  | 13 | 67 | 39 | +28 | 71 | Bajnokok Ligája-csoportkör   |
| 5.    | Arsenal                   | 38 | 21 | 7  | 10 | 73 | 51 | +22 | 70 | Európa-liga-csoportkör       |
| 6.    | Manchester United         | 38 | 19 | 9  | 10 | 65 | 54 | +11 | 66 | Európa-liga-csoportkör       |
| 7.    | Wolverhampton Wanderers Ú | 38 | 16 | 9  | 13 | 47 | 46 | +1  | 57 | Európa-liga 2. selejtezőkör  |
| 8.    | Everton                   | 38 | 15 | 9  | 14 | 54 | 46 | +8  | 54 |                              |
| 9.    | Leicester City            | 38 | 15 | 7  | 16 | 51 | 48 | +3  | 52 |                              |
| 10.   | West Ham United           | 38 | 15 | 7  | 16 | 52 | 55 | −3  | 52 |                              |
| 11.   | Watford                   | 38 | 14 | 8  | 16 | 52 | 59 | −7  | 50 |                              |
| 12.   | Crystal Palace            | 38 | 14 | 7  | 17 | 51 | 53 | −2  | 49 |                              |
| 13.   | Newcastle United          | 38 | 12 | 9  | 17 | 42 | 48 | −6  | 45 |                              |
| 14.   | Bournemouth               | 38 | 13 | 6  | 19 | 56 | 70 | −14 | 45 |                              |
| 15.   | Burnley                   | 38 | 11 | 7  | 20 | 45 | 68 | −23 | 40 |                              |
| 16.   | Southampton               | 38 | 9  | 12 | 17 | 45 | 65 | −20 | 39 |                              |
| 17.   | Brighton & Hove Albion    | 38 | 9  | 9  | 20 | 35 | 60 | −25 | 36 |                              |
| 18.   | Cardiff City Ú (K)        | 38 | 10 | 4  | 24 | 34 | 69 | −35 | 34 | Kiesik az EFL Championshipbe |
| 19.   | Fulham Ú (K)              | 38 | 7  | 5  | 26 | 34 | 81 | −47 | 26 | Kiesik az EFL Championshipbe |
| 20.   | Huddersfield Town (K)     | 38 | 3  | 7  | 28 | 22 | 76 | −54 | 16 | Kiesik az EFL Championshipbe |

## FA-kupa
A Manchester United a harmadik körben kapcsolódott be a kupaküzdelmekbe. 2019. január 5-én a másodosztályú Readinggel találkoztak az Old Traffordon és Juan Mata, valamint Romelu Lukaku góljaival 2–0-ra megnyerték a mérkőzést.
A negyedik fordulóban az Arsenal volt a Manchester United ellenfele idegenben, az Emirates Stadionban. Az első félidőben Alexis Sánchez és Jesse Lingard góljaival kétgólos előnyt szerzett a United, majd a félidő hajrájában Pierre-Emerick Aubameyang szépített. A második félidő hajrájában Anthony Martial találata eldöntötte a mérkőzést, a United 3–1-re győzött és továbbjutott.
2018. február 18-án a Stamford Bridge-en a Chelsea ellen lépett pályára a Manchester United a kupa ötödik fordulójában az előző évad döntőjének visszavágóján. A mérkőzés már az első félidőben eldőlt, Pogba és Ander Herrera góljával a vendégcsapat győzött 2–0-ra. A negyeddöntőben a Wolverhampton Wanderers volt a csapat ellenfele.
Március 16-án a Molineux Stadionban a hazai csapat 2–0-s előnyt harcolt ki Raúl Jiménez és Diogo Jota góljaival. Marcus Rashford csak szépíteni tudott a hajrában, a Wolverhampton 2-1-re győzött és bejutott a kupa elődöntőjébe.
| Dátum             | Forduló     | Ellenfél                | H / V | Végeredmény | Góllövők                              | Nézőszám |
| ----------------- | ----------- | ----------------------- | ----- | ----------- | ------------------------------------- | -------- |
| 2019. január 5.   | 3. forduló  | Reading                 | H     | 2–0         | Mata 22' (pen.), Lukaku 45+4'         | 73,918   |
| 2019. január 25.  | 4. forduló  | Arsenal                 | V     | 3–1         | Sánchez 31', Lingard 33', Martial 83' | 59,571   |
| 2019. február 18. | 5. forduló  | Chelsea                 | V     | 2–0         | Herrera 31', Pogba 45'                | 40,562   |
| 2019. március 15. | Negyeddöntő | Wolverhampton Wanderers | V     | 1–2         | Rashford 90+5'                        | 31,004   |

## Bajnokok Ligája

### Csoportkör
A Bajnokok Ligája 2018-2019-es kiírásának csoportkörét 2018. augusztus 30-án sorsolták ki Monacóban. A csoportkörben a Manchester United a svájci Young Boyst és a spanyol Valenciát maga mögé utasítva csoportmásodikként jutott tovább a legjobb 16 csapat közé. A csoportelsőséget a Juventus szerezte meg.
| Dátum                | Ellenfél   | H / V | Végeredmény | Góllövők                           | Nézőszám | Helyezés |
| -------------------- | ---------- | ----- | ----------- | ---------------------------------- | -------- | -------- |
| 2018. szeptember 19. | Young Boys | V     | 3–0         | Pogba 35', 44' (bün.), Martial 66' | 31,120   | 1.       |
| 2018. október 2.     | Valencia   | H     | 0–0         |                                    | 73 569   | 2.       |
| 2018. október 23.    | Juventus   | H     | 0–1         |                                    | 73,946   | 2.       |
| 2018. november 7.    | Juventus   | V     | 2–1         | Mata 86', Bonucci 90' (ö.g.)       | 41,470   | 2.       |
| 2018. november 27.   | Young Boys | H     | 1–0         | Fellaini 90+1'                     | 72,876   | 2.       |
| 2018. december 12.   | Valencia   | V     | 1–2         | Rashford 87'                       | 36,544   | 2.       |

| Hely. | Csapat            | M | Gy | D | V | G+ | G– | Gk | P  | Továbbjutás                                |  | JUV | MU  | VAL | YB  |
| ----- | ----------------- | - | -- | - | - | -- | -- | -- | -- | ------------------------------------------ |  | --- | --- | --- | --- |
| 1.    | Juventus          | 6 | 4  | 0 | 2 | 9  | 4  | +5 | 12 | Továbbjutott az egyenes kieséses szakaszba |  | —   | 1–2 | 1–0 | 3–0 |
| 2.    | Manchester United | 6 | 3  | 1 | 2 | 7  | 4  | +3 | 10 | Továbbjutott az egyenes kieséses szakaszba |  | 0–1 | —   | 0–0 | 1–0 |
| 3.    | Valencia CF       | 6 | 2  | 2 | 2 | 6  | 6  | 0  | 8  | Átkerült az Európa-ligába                  |  | 0–2 | 2–1 | —   | 3–1 |
| 4.    | Young Boys        | 6 | 1  | 1 | 4 | 4  | 12 | −8 | 4  |                                            |  | 2–1 | 0–3 | 1–1 | —   |

### Kieséses szakasz
A nyolcaddöntők párosítását 2018. december 17-én sorsolták ki a svájci Nyonban. A Manchester United a francia Paris Saint-Germain csapatát kapta ellenfélnek.
A párharc első mérkőzését 2019. február 12-én rendezték az Old Traffordon. A mérkőzést a francia csapat nyerte meg 2–0-ra Presnel Kimpembe és Kylian Mbappé góljával. Március 6-án a párizsi visszavágón a Manchester United tíz meghatározó játékosa nélkül, a kispadon több saját nevelésű utánpótláskorú játékossal állt ki a Paris Saint-Germain ellen. Az első félidőben Romelu Lukaku kétszer is vezetést szerzett a csapatnak, a hazaiaktól Juan Bernat volt eredményes. A mérkőzés hosszabbításában büntetőhöz jutott a Manchester, amit Marcus Rashford értékesített és továbbjuttatta csapatát a legjobb nyolc közé. A találkozó hajrájában becserélt Tahith Chong és Mason Greenwood egyaránt pályafutásuk első bajnokok Ligája-mérkőzésüket játszottál.
Április 10-én hazai pályán fogadta a csapat a Barcelonát, amely ezt megelőzően még sohasem nyert tétmérkőzést az Old Traffordon. A mérkőzést a katalán csapat nyerte 1–0-ra Luke Shaw öngólját követően. Az egy hét múlva sorra kerülő visszavágón a katalán csapat 3–0-ra győzött és 4–0-s összesítéssel jutott az elődöntőbe. 
| Dátum             | Forduló                    | Ellenfél            | H / V | Góllövők | Végeredmény                               | Nézőszám |
| ----------------- | -------------------------- | ------------------- | ----- | -------- | ----------------------------------------- | -------- |
| 2019. február 12. | Nyolcaddöntő Első mérkőzés | Paris Saint-Germain | H     | 0–2      |                                           | 74,054   |
| 2019. március 6.  | Nyolcaddöntő Visszavágó    | Paris Saint-Germain | V     | 3–1      | Lukaku (2) 2', 30', Rashford 90+4' (pen.) | 47,441   |
| 2019. április 10. | Negyeddöntő Első mérkőzés  | Barcelona           | H     | 0–1      |                                           | 74,093   |
| 2019. április 16. | Negyeddöntő Visszavágó     | Barcelona           | V     | 0–3      |                                           | 96,708   |

## EFL Ligakupa
A Ligakupa 3. fordulójának sorsolását 2018. augusztus 30-án tartották, a Manchester United a  Derby County csapatát kapta. Szeptember 25-én az Old Traffordon a hazai csapat Juan Mata góljával a 3. percben vezetést szerzett. A vendég Derby County Harry Wilson szabadrúgásból szerzett góljával egyenlítettek, majd a 85. percben Jack Marriott 85. percben szerzett góljával átvették a vezetést is. Ekkor a Manchester United Sergio Romero kiállítása miatt már emberhátrányban játszottak, de a hosszabbításban Marouane Fellaini fejes góljával sikerült egyenlíteniük. A büntetőpárbajban a nyolcadik sorozatban Phil Jones hibázott, így a Derby County jutott tovább a következő körbe.
| Dátum                | Forduló    | Ellenfél     | H / V | Végeredmény | Góllövők                | Nézőszám |
| -------------------- | ---------- | ------------ | ----- | ----------- | ----------------------- | -------- |
| 2018. szeptember 25. | 3. forduló | Derby County | H     | 2–2 (7–8b)  | Mata 3', Fellaini 90+5' | 55,227   |

## Átigazolások

### Érkezők
| Dátum              | Poszt | Név           | Honnan           | Ár                  |
| ------------------ | ----- | ------------- | ---------------- | ------------------- |
| 2018. június 6.    | V     | Diogo Dalot   | Porto            | 19 millió font      |
| 2018. június 21.   | KP    | Fred          | Sahtar Doneck    | 47 millió font      |
| 2018. július 3.    | K     | Lee Grant     | Stoke City       | Nincs adat          |
| 2018. november 28. | K     | Paul Woolston | Newcastle United | Szabadon igazolható |

### Távozók
| Dátum            | Poszt | Név                   | Hová                 | Ár                  |                     |
| ---------------- | ----- | --------------------- | -------------------- | ------------------- | ------------------- |
| 2018. május 25.  | V     | Joe Riley             | Bradford City        | Nincs adat          |                     |
| 2018. június 30. | KP    | Michael Carrick       | visszavonult         | visszavonult        |                     |
| 2018. június 30. | K     | Max Johnstone         | lejárt a szerződése  | lejárt a szerződése | lejárt a szerződése |
| 2018. június 30. | V     | Jake Kenyon           | Lejárt a szerződése  | Lejárt a szerződése | Lejárt a szerződése |
| 2018. június 30. | K     | Ilias Moutha-Sebtaoui | Lejárt a szerződése  | Lejárt a szerződése | Lejárt a szerződése |
| 2018. június 30. | KP    | Devonte Redmond       | Lejárt a szerződése  | Lejárt a szerződése | Lejárt a szerződése |
| 2018. június 30. | K     | Theo Richardson       | Lejárt a szerződése  | Lejárt a szerződése | Lejárt a szerződése |
| 2018. június 30. | V     | Charlie Scott         | Lejárt a szerződése  | Lejárt a szerződése | Lejárt a szerződése |
| 2018. július 3.  | K     | Sam Johnstone         | West Bromwich Albion | 6, 5 millió font    |                     |
| 2018. július 17. | V     | Daley Blind           | Ajax                 | 20, 5 millió euró   |                     |
| 2019. január 30. | V     | Ro-Shaun Williams     | Shrewsbury Town      | Nincs adat          |                     |
| 2019. február 1. | KP    | Marouane Fellaini     | Santung Luneng       | Nincs adat          |                     |

### Kölcsönben távozók
| -Tól                | -Ig                | Poszt | Név                       | Csapat              |
| ------------------- | ------------------ | ----- | ------------------------- | ------------------- |
| 2018. július 1.     | 2019. május 31.    | K     | Dean Henderson            | Sheffield United    |
| 2018. július 27.    | 2018. december 21. | KP    | Matty Willock             | St. Mirren          |
| 2018. július 28.    | 2019. május 31.    | V     | Cameron Borthwick-Jackson | Scunthorpe United   |
| 2018. augusztus 2.  | 2019. január 9.    | K     | Joel Castro Pereira       | Vitória de Setúbal  |
| 2018. augusztus 6.  | Szezon vége        | V     | Axel Tuanzebe             | Aston Villa         |
| 2018. augusztus 9.  | Szezon vége        | V     | Timothy Fosu-Mensah       | Fulham              |
| 2018. augusztus 13. | Szezon vége        | Cs    | James Wilson              | Aberdeen            |
| 2018. augusztus 15. | Szezon vége        | K     | Kieran O'Hara             | Macclesfield Town   |
| 2018. augusztus 28. | Szezon vége        | KP    | Demetri Mitchell          | Heart of Midlothian |
| 2019. január 11.    | Szezon vége        | KP    | Ethan Hamilton            | Rochdale            |
| 2019. január 19.    | Szezon vége        | V     | Regan Poole               | Newport County      |
| 2019. január 31.    | Szezon vége        | KP    | Zak Dearnley              | Oldham Athletic     |
| 2019. január 31.    | Szezon vége        | K     | Joel Castro Pereira       | Kortrijk            |
| 2019. január 31.    | Szezon vége        | KP    | Tom Sang                  | AFC Fylde           |
| 2019. január 31.    | Szezon vége        | KP    | Callum Whelan             | Port Vale           |
| 2019. január 31.    | Szezon vége        | KP    | Matty Willock             | Crawley Town        |

## Statisztika
| Mezszám   | Poszt     | Név                  | Bajnokság     | Bajnokság | FA-kupa       | FA-kupa | Ligakupa      | Ligakupa | Bajnokok Ligája | Bajnokok Ligája | Összesen      | Összesen | Lapok | Lapok |
| Mezszám   | Poszt     | Név                  | Pályára lépés | Gól       | Pályára lépés | Gól     | Pályára lépés | Gól      | Pályára lépés   | Gól             | Pályára lépés | Gól      |       |       |
| --------- | --------- | -------------------- | ------------- | --------- | ------------- | ------- | ------------- | -------- | --------------- | --------------- | ------------- | -------- | ----- | ----- |
| 1         | GK        | David de Gea         | 38            | 0         | 0             | 0       | 0             | 0        | 9               | 0               | 47            | 0        | 1     | 0     |
| 2         | DF        | Victor Lindelöf      | 29(1)         | 1         | 3             | 0       | 0             | 0        | 7               | 0               | 39(1)         | 1        | 3     | 0     |
| 3         | DF        | Eric Bailly          | 8(4)          | 0         | 1             | 0       | 1             | 0        | 4               | 0               | 14(4)         | 0        | 1     | 1     |
| 4         | DF        | Phil Jones           | 15(3)         | 0         | 1(1)          | 0       | 1             | 0        | 3               | 0               | 20(4)         | 0        | 1     | 0     |
| 6         | MF        | Paul Pogba           | 34(1)         | 13        | 3             | 1       | 0             | 0        | 8(1)            | 2               | 45(2)         | 16       | 7     | 1     |
| 7         | FW        | Alexis Sánchez       | 9(11)         | 1         | 2(1)          | 1       | 0             | 0        | 2(2)            | 0               | 13(14)        | 2        | 3     | 0     |
| 8         | MF        | Juan Mata            | 16(6)         | 3         | 2(1)          | 1       | 1             | 1        | 2(4)            | 1               | 21(11)        | 6        | 3     | 0     |
| 9         | FW        | Romelu Lukaku        | 22(10)        | 12        | 3             | 1       | 1             | 0        | 6(3)            | 2               | 32(13)        | 15       | 5     | 0     |
| 10        | FW        | Marcus Rashford      | 26(7)         | 10        | 2(2)          | 1       | 0             | 0        | 8(2)            | 2               | 36(11)        | 13       | 6     | 1     |
| 11        | FW        | Anthony Martial      | 18(9)         | 10        | 1(1)          | 1       | 1             | 0        | 6(2)            | 1               | 26(12)        | 12       | 3     | 0     |
| 12        | DF        | Chris Smalling       | 24            | 1         | 2             | 0       | 0             | 0        | 8               | 0               | 34            | 1        | 2     | 0     |
| 13        | GK        | Lee Grant            | 0             | 0         | 0             | 0       | 0(1)          | 0        | 0               | 0               | 0(1)          | 0        | 0     | 0     |
| 14        | MF        | Jesse Lingard        | 19(8)         | 4         | 2             | 1       | 1             | 0        | 4(2)            | 0               | 26(10)        | 5        | 6     | 0     |
| 15        | MF        | Andreas Pereira      | 6(9)          | 1         | 1(2)          | 0       | 0             | 0        | 2(2)            | 0               | 9(13)         | 1        | 5     | 0     |
| 16        | DF        | Marcos Rojo          | 2(3)          | 0         | 0             | 0       | 0             | 0        | 1               | 0               | 3(3)          | 0        | 2     | 0     |
| 17        | MF        | Fred                 | 13(4)         | 1         | 1             | 0       | 0(1)          | 0        | 6               | 0               | 20(5)         | 1        | 3     | 0     |
| 18        | DF        | Ashley Young         | 28(2)         | 2         | 3             | 0       | 1             | 0        | 6(1)            | 0               | 38(3)         | 2        | 13    | 1     |
| 20        | DF        | Diogo Dalot          | 12(4)         | 0         | 2             | 0       | 1             | 0        | 2(2)            | 0               | 17(6)         | 0        | 4     | 0     |
| 21        | MF        | Ander Herrera        | 16(6)         | 2         | 3             | 1       | 1             | 0        | 2               | 0               | 22(6)         | 3        | 7     | 0     |
| 22        | GK        | Sergio Romero        | 0             | 0         | 4             | 0       | 1             | 0        | 1               | 0               | 6             | 0        | 0     | 1     |
| 23        | DF        | Luke Shaw            | 29            | 1         | 3             | 0       | 0             | 0        | 8               | 0               | 40            | 1        | 14    | 0     |
| 24        | DF        | Timothy Fosu-Mensah  | 0             | 0         | 0             | 0       | 0             | 0        | 0               | 0               | 0             | 0        | 0     | 0     |
| 25        | DF        | Antonio Valencia (c) | 5(1)          | 0         | 0             | 0       | 0             | 0        | 3               | 0               | 8(1)          | 0        | 4     | 0     |
| 27        | MF        | Marouane Fellaini    | 6(8)          | 0         | 0(1)          | 0       | 0(1)          | 1        | 3(2)            | 1               | 9(12)         | 2        | 1     | 0     |
| 31        | MF        | Nemanja Matić        | 28            | 1         | 3             | 0       | 1             | 0        | 6               | 0               | 38            | 1        | 12    | 1     |
| 36        | DF        | Matteo Darmian       | 5(1)          | 0         | 1             | 0       | 0             | 0        | 0               | 0               | 6(1)          | 0        | 0     | 0     |
| 37        | MF        | James Garner         | 0(1)          | 0         | 0             | 0       | 0             | 0        | 0               | 0               | 0(1)          | 0        | 0     | 0     |
| 38        | DF        | Axel Tuanzebe        | 0             | 0         | 0             | 0       | 0             | 0        | 0               | 0               | 0             | 0        | 0     | 0     |
| 39        | MF        | Scott McTominay      | 9(7)          | 2         | 1(2)          | 0       | 0             | 0        | 3               | 0               | 13(9)         | 2        | 1     | 0     |
| 40        | GK        | Joel Castro Pereira  | 0             | 0         | 0             | 0       | 0             | 0        | 0               | 0               | 0             | 0        | 0     | 0     |
| 44        | FW        | Tahith Chong         | 0(2)          | 0         | 0(1)          | 0       | 0             | 0        | 0(1)            | 0               | 0(4)          | 0        | 1     | 0     |
| 45        | GK        | Kieran O'Hara        | 0             | 0         | 0             | 0       | 0             | 0        | 0               | 0               | 0             | 0        | 0     | 0     |
| 46        | FW        | Joshua Bohui         | 0             | 0         | 0             | 0       | 0             | 0        | 0               | 0               | 0             | 0        | 0     | 0     |
| 47        | MF        | Angel Gomes          | 0(2)          | 0         | 0             | 0       | 0             | 0        | 0               | 0               | 0(2)          | 0        | 0     | 0     |
| 48        | MF        | Ethan Hamilton       | 0             | 0         | 0             | 0       | 0             | 0        | 0               | 0               | 0             | 0        | 0     | 0     |
| 51        | GK        | Matěj Kovář          | 0             | 0         | 0             | 0       | 0             | 0        | 0               | 0               | 0             | 0        | 0     | 0     |
| 53        | DF        | Brandon Williams     | 0             | 0         | 0             | 0       | 0             | 0        | 0               | 0               | 0             | 0        | 0     | 0     |
| 54        | FW        | Mason Greenwood      | 1(2)          | 0         | 0             | 0       | 0             | 0        | 0(1)            | 0               | 1(3)          | 0        | 0     | 0     |
| 59        | DF        | Lee O'Connor         | 0             | 0         | 0             | 0       | 0             | 0        | 0               | 0               | 0             | 0        | 0     | 0     |
| Öngól(ok) | Öngól(ok) | Öngól(ok)            | —             | 0         | —             | 0       | —             | 0        | —               | 1               | —             | 1        | —     | —     |

2019. május 12-én frissítve.